# Vista Alegre (métro de Madrid)
Pour les articles homonymes, voir Vista Alegre.
Vista Alegre est une station de la ligne 5 du métro de Madrid, en Espagne.

## Situation
La station est située entre Oporto à l'est, en direction de Alameda de Osuna et Carabanchel au sud-ouest, en direction de Casa de Campo.
Elle est établie sous la rue Oca, au niveau de son intersection avec les rues Pinzón et Ramón Sainz, dans l'arrondissement de Carabanchel. Elle comprend deux voies et deux quais latéraux.

## Historique
La station est ouverte le 5 juin 1968, lors de la mise en service de la ligne 5 entre Callao et Carabanchel.

## Service des voyageurs

### Accueil
La station possède deux accès équipés d'escaliers mais sans escalier mécanique ni ascenseur.

### Intermodalité
La station est en correspondance avec la ligne d'autobus no N25 du réseau EMT, ainsi qu'avec les lignes d'autobus interurbains no 481 et 486, en direction de Leganés. 